# Thressa punctifera
Thressa punctifera är en tvåvingeart som först beskrevs av de Meijere 1910.  Thressa punctifera ingår i släktet Thressa och familjen fritflugor. Inga underarter finns listade i Catalogue of Life.